# Pléneuf-Val-André
 Pléneuf-Val-André  (en bretón Pleneg-Nantraezh) es una población y comuna francesa, situada en la región de Bretaña, departamento de Côtes-d'Armor, en el distrito de Saint-Brieuc y cantón de Pléneuf-Val-André.

## Demografía
| 3522 | 3651 | 3654 | 3591 | 3600 | 3680 |
| Para los censos de 1962 a 1999 la población legal corresponde a la población sin duplicidades (Fuente: INSEE [Consultar]) |      |      |      |      |      |

Tiene más de 2000 inhabitantes durante el verano.